# Bolatice
Bolatice (tyska: Henneberg-Bolatitz) är en by och en kommun i distriktet Opava i regionen Mähren-Schlesien i östra Tjeckien. Bolatice, som är beläget i Hlučínregionen, hade 4 452 invånare år 2016.